# 西和縣 (越南)
西和县（越南语：／）是越南富安省下辖的一个县。

## 地理
西和县东接东和市社；西接馨江县；南接庆和省万宁县；北接富和县。

## 历史
2005年5月16日，绥和县分设为西和县和东和县；西和县下辖和平一社、和平二社、和丰社、和富社、和美西社、和美东社、和同社、和新西社、和盛社、山城东社、山城西社11社。
2013年8月6日，和平二社改制为富庶市镇。

## 行政区划
西和县下辖1市镇10社，县莅富庶市镇。
- 富庶市镇（Thị trấn Phú Thứ）
- 和平一社（Xã Hòa Bình 1）
- 和同社（Xã Hòa Đồng）
- 和美东社（Xã Hòa Mỹ Đông）
- 和美西社（Xã Hòa Mỹ Tây）
- 和丰社（Xã Hòa Phong）
- 和富社（Xã Hòa Phú）
- 和新西社（Xã Hòa Tân Tây）
- 和盛社（Xã Hòa Thịnh）
- 山城东社（Xã Sơn Thành Đông）
- 山城西社（Xã Sơn Thành Tây）